# La amiga de mi amiga
La amiga de mi amiga es una película española independiente de comedia romántica de 2022, dirigida y protagonizada por Zaida Carmona, quien también la coescribió junto a Marc Ferrer. Junto a Carmona, la película también está protagonizada por Rocío Saiz, Alba Cros, Aroa Elbira y Thaïs Cuadreny. Se proyectó por primera vez en el D'A Film Festival el 30 de abril de 2022 y fue estrenada en cines españoles el 3 de febrero de 2023 bajo distribución de Begin Again Films.

## Trama
La película se centra en cinco treintañeras que siguen viviendo como si tuvieran veinte - Zaida (Zaida Carmona), Rocío (Rocío Saiz), Lara (Alba Cros), Aroa (Aroa Elbira) y Julia (Thaïs Cuadreny) - y que, en su busca del amor, se destrozan unas a otras, errando de exnovia en exnovia. La historia comienza cuando, después de una ruptura, Zaida vuelve a la ciudad.

## Reparto
- Zaida Carmona como Zaida[1]
- Rocío Saiz como Rocío[1]
- Alba Cros como Lara[1]
- Aroa Elbira como Aroa[1]
- Thaïs Cadreny como Julia[1]

## Producción
La película se anunció por primera vez en 2020, cuando la directora Zaida Carmona inició una campaña de micromecenazgo a través de Verkami, recaudando con éxito 5.715 euros de 156 mecenas, sobre un objetivo inicial de 2.500 euros. El dinero, el rodaje comenzó en febrero de 2021 en Barcelona, con una duración de once días.

## Lanzamiento y marketing
El cartel de la película fue diseñado por la diseñadora gráfica Malva Sawada. La amiga de mi amiga se proyectó por primera vez en el D'A Film Festival el 30 de abril de 2022, y después de su estreno se siguió proyectándose en festivales, incluyendo la sección 'Made in Spain' del Festival de Cine de San Sebastián. Después de adquirir los derechos de la película, en diciembre de 2022 la distribuidora Begin Again Films programó su estreno para el 3 de febrero de 2022.

## Recepción

### Taquilla
La amiga de mi amiga se estrenó de forma limitada en 20 salas, coincidiendo principalmente con los estrenos de Llaman a la puerta, Almas en pena de Inisherin y Astérix y Obélix y el reino medio. En su primer fin de semana, recaudó 2.225 euros de 337 espectadores, para un promedio por copia de 148 euros. Para el 19 de marzo de 2023, después de siete semanas, la película recaudó un total de 14.775 euros de 2.622 espectadores.